# Ain't No Way (Aretha Franklin)
Ain't No Way è un brano della cantante soul Aretha Franklin, pubblicato come singolo nel 1968. Il brano è il b-side di (Sweet Sweet Baby) Since You've Been Gone. Ain't No Way ha avuto successo negli Stati Uniti, dove è riuscito a posizionarsi alla numero 16 della Billboard 200.

## Tracce
Mono Single Version
1. Ain't No Way – 4:12

Versione standard 7"
1. (Sweet Sweet Baby) Since You've Been Gone – 2:18
2. Ain't No Way – 4:12

## Classifiche
| Classifica (1968) | Posizione massima |
| ----------------- | ----------------- |
| Stati Uniti       | 16                |